# 4-Pentenal
4-Pentenal ist ein linearer C5-Aldehyd mit einer endständigen Doppelbindung. Die Verbindung ist u. a. durch Hydroformylierung von 1,3-Butadien zugänglich und dient als Ausgangsstoff für 4-Pentensäure, Cyclopentanon und Adipaldehyd (Hexandial), einer möglichen Vorstufe für Adipinsäure.

## Vorkommen und Darstellung
4-Pentenal entsteht bei der Oxidation von 4-Penten-1-ol (aus Tetrahydrofurfurylalkohol zugänglich) mit Chrom(VI)-salzen, wie z. B. dem Collins-Reagenz oder Chromylchlorid (CrO2Cl2)
Der Einsatz von krebserregenden Chrom(VI)-Verbindungen und die geringen erzielten Ausbeuten (ca. 40 %) schränken die Brauchbarkeit beider Verfahrensvarianten stark ein.
Eine cyclopentenreiche Steamcrackerfraktion kann mit Distickstoffmonoxid N2O u. a. zu 4-Pentenal oxidiert werden.
Die einfache Hydroformylierung von 1,3-Butadien liefert ein Gemisch von Pentenalen, in dem das 3-Pentenal überwiegt, das durch katalytische Isomerisierung in 4-Pentenal überführt werden kann.
Die [3+3]-sigmatrope Umlagerung (Claisen-Umlagerung) von Allylvinylether (aus Ethylvinylether über die Zwischenstufe n-Octylvinylether oder n-Butylvinylether und Allylalkohol in Gegenwart von Quecksilber(II)-acetat erzeugt 4-Pentenal in Ausbeuten > 60 %.
Die 4-Pentenalvorstufe Acetaldehyddiallylacetal aus Allylalkohol und Acetaldehyd, die ihrerseits aus den nachwachsenden Rohstoffen Glycerin bzw. Ethanol zugänglich sind, spaltet unter Säurekatalyse Allylalkohol ab und geht in Allylvinylether über, der durch Erhitzen auf > 320 °C mit hoher Selektivität in 4-Pentenal umgelagert wird.

## Eigenschaften
4-Pentenal ist eine klare farblose Flüssigkeit, die sich in Wasser praktisch nicht, jedoch in Diethylether und Aceton löst. Die Substanz ist als ungesättigter Aldehyd luftempfindlich.

## Anwendungen
4-Pentenal lässt sich einfach mit Sauerstoff in einem Blasensäulenreaktor zu 4-Pentensäure oxidieren.
Mithilfe von Rhodiumkatalysatoren kann 4-Pentenal in einer Ethylenatmosphäre unter milden Bedingungen praktisch quantitativ zu Cyclopentanon cyclisiert werden.
Bei der zweifachen Hydroformylierung von 4-Pentenal mit Synthesegas (CO/H2-Gemisch) an Rhodiumkatalysatoren bildet sich mit hoher Selektivität Adipaldehyd (1,6-Hexandial)
Hexandial ist eine vielseitige Ausgangsverbindung, aus der durch Oxidation Adipinsäure, durch Reduktion 1,6-Hexandiol, über das entsprechende Aldoxim und Adiponitril das Diamin 1,6-Hexandiamin und durch Tischtschenko-Reaktion ε-Caprolacton zugänglich sind, die als Monomere für Polyamide und Polyester von großer industrieller Bedeutung sind.